# Christian Førslev
Carl Christian Jacob Førslev (født 27. januar 1891 i Sneslev, Førslev Sogn, død mellem 21. januar og 31. marts 1959) var en dansk officer, gift med Harriet Førslev.
Han var søn af gårdejer Jacob Hansen og hustru Louise født Schou. Han var den ældste af 6 børn. Han kom på Hærens Elevskole 1905, blev premierløjtnant i artilleriet 1914 og blev student, privat dimitteret, 1918. Han gennemgik flyveteknisk kursus ved Hærens tekniske Korps 1918-19, fik ingeniørdiplom fra École supérieure d'Aéronautique et de Construction mécanique 1919-20 og certifikat som militærflyver 1918.
Førslev var tjenstgørende i Flyvekorpsets ledelse fra 1923, blev kaptajn 1925 og chef for Flyveskolen 1926, blev translatør i fransk 1928, oberstløjtnant og chef for Flyvekorpset 1931, generalinspektør og chef for Hærens Flyvertropper 1932 og oberst 1934. Han bidrog til og redigerede 25 Aars Flyvning ved Hæren (1937), og under besættelsen var han militær medarbejder ved Politiken. 
Efter besættelsen var han militærattaché og militær luftattaché ved Danmarks ambassade i Washington D.C. fra 1945 til 1950 og tillige ved gesandtskabet i Ottawa fra 1947 til 1950, blev generalmajor 1946, var forbindelsesofficer for Danmark ved Atlantpagtens militærkomités stående gruppe i Washington 1949-50, generalløjtnant 1950 samt den første chef for Flyvevåbnet fra 1950. Denne nye rolle gav dog en masse problemer: For det første forløb sammensmeltningen af Hærens og Søværnets flyveafdelinger ikke smertefrit. For det andet skabte den danske pilot i engelsk tjeneste Kaj Birksted problemer, og disse blev ikke mindre af, at forsvarsministeren Rasmus Hansen, som Førslev ikke stod på god fod med, nægtede at acceptere Birksteds opsigelse. Samtidig blev det nye Flyvevåben plaget af en del flyulykker, som vakte bekymring i befolkningen. Derfor hidkaldte regeringen 1954 den britiske luftmarskal Hugh Saunders som rådgiver. Det blev for meget for Førslev, som i 1955 gik af som chef for Flyvevåbnet. Han stod derefter til rådighed for Forsvarsministeriet og fik afsked 1956. Den 21. januar 1959 forsvandt han fra sit hjem og blev to måneder senere fundet druknet i Furesøen.
Han modtog Ridderkorset af Dannebrogordenen 1931, blev Dannebrogsmand 1934, Kommandør 1946 og Kommandør af 1. grad 1951 og fik Storkorset af Dannebrogordenen 1955 og bar Hæderstegnet for god tjeneste ved Hæren samt en række udenlandske ordener. I 1950 blev Førslev indvalgt i Det Kongelige Danske Geografiske Selskabs råd og i 1951 i Selskabets bestyrelse. 
Han blev gift 1. gang 17. november 1922 med Caroline Else Studt. Ægteskabet blev opløst 21. januar 1930. Gift 2. gang 24. december 1930 med Harriet Maybell Bertelsen. Han er begravet på Søllerød Kirkegård.